# جمارجان (مقاطعة فيروزآباد)
جمارجان (بالفارسية: جمارجان) هي قرية تقع في قسم خواجه‌اي الريفي في إيران. يقدر عدد سكانها بـ 0 نسمة بحسب إحصاء 2016.